# Liste von Städten im antiken Epirus

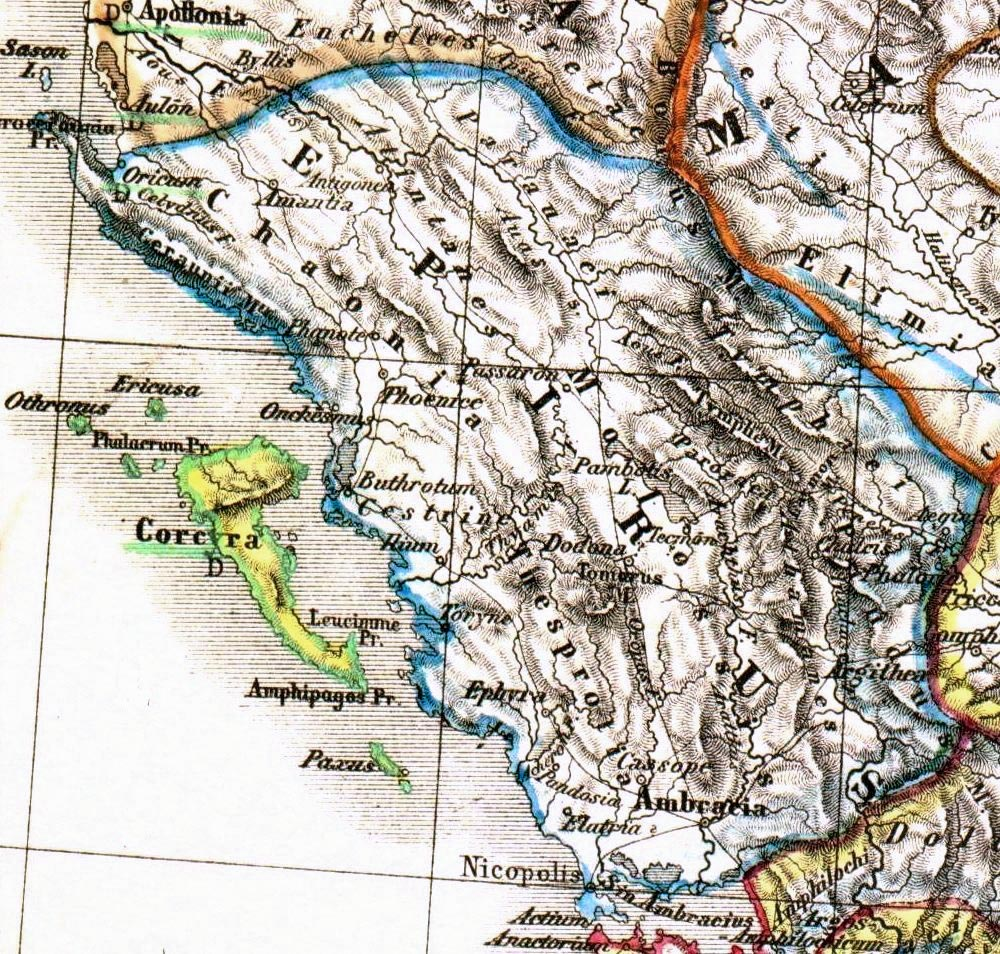
Epirus in der Antike

Dies ist eine Liste von Städten im antiken Epirus. Es handelt sich um griechische Poleis, Komai oder Festungen mit Ausnahme von Nikopolis, das 31 v. Chr. von Augustus gegründet wurde.
Das antike Epirus war in drei Regionen unterteilt: Chaonia im Norden, Molossia im Südosten und Thesprotia im Westen zwischen Chaonia und Thesprotia, die jeweils nach dem dominierenden Stamm, der dort lebte, benannt waren. Eine Reihe antiker Siedlungen in diesen Regionen sind unbekannt.

## Städte

### Chaonia

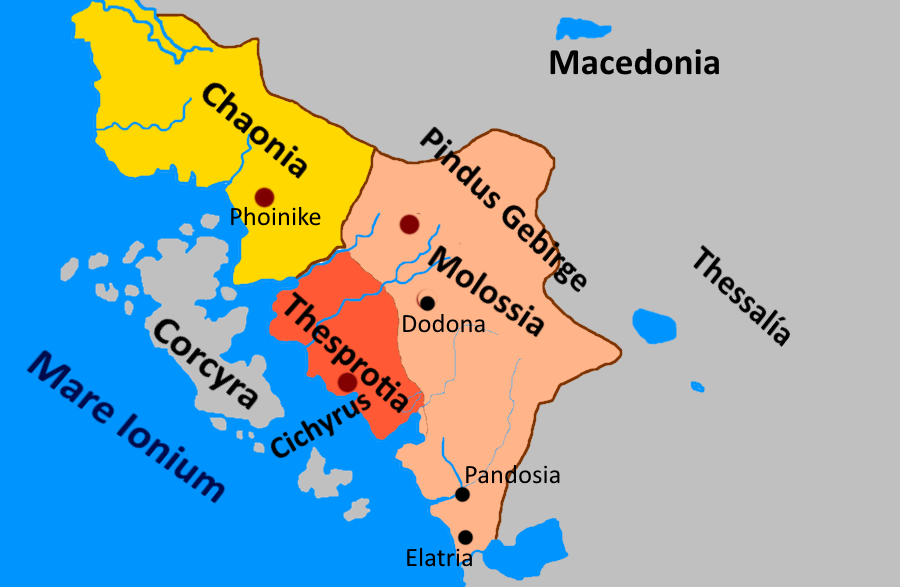
Epirus 343 v. Chr.

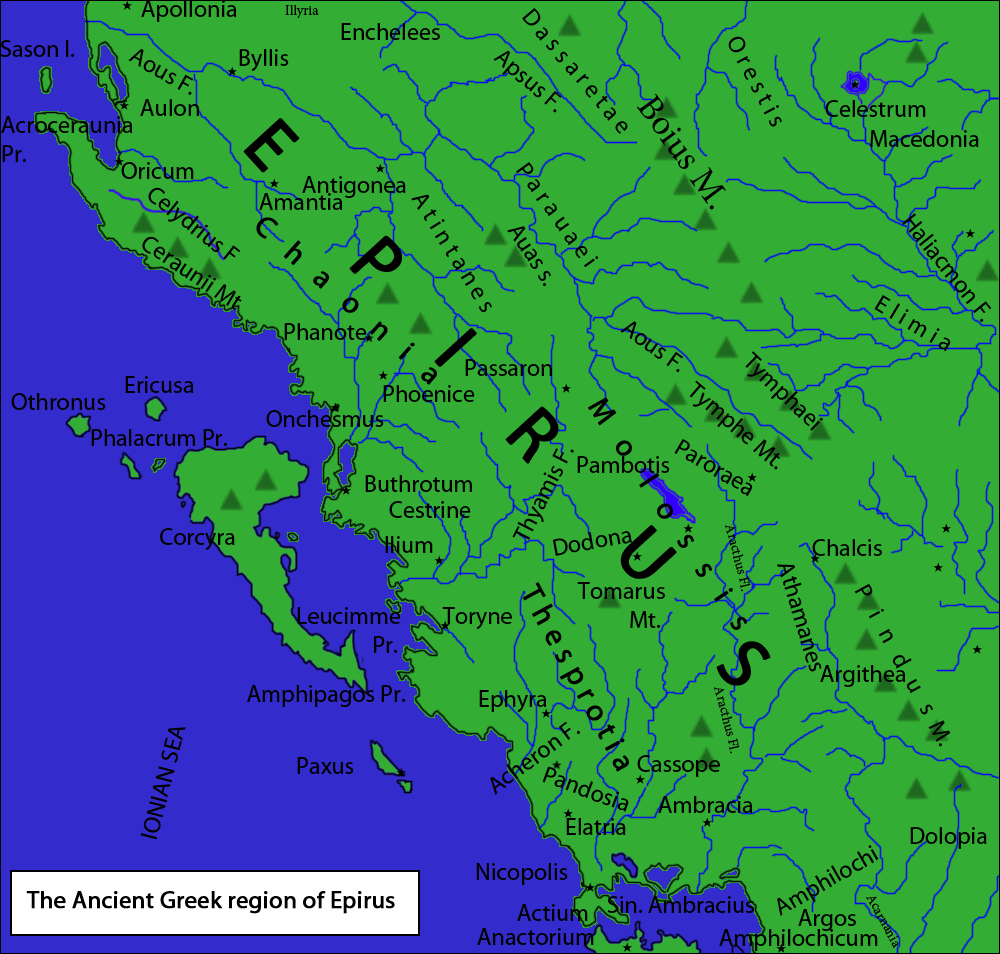
Epirus in der Antike, übernommen aus einer Karte von Heinrich Kiepert, veröffentlicht im Jahre 1902

Karte der verschiedenen Stämme im epirotischen Raum (ca. 4. Jahrhundert v. Chr.)

- Amantia, Siedlung, die von Lokrern aus dem nahe gelegenen Thronium und von Abanten aus Euböa gegründet wurde[2]
- Antigoneia, vom epirotischen König Pyrrhos I. gegründete Polis[3]
- Antipatrea, Polis des zu den Chaonern zählenden Volksstammes der Dassareten, heute Berat
- Artichia, nicht lokalisierte Polis des antiken Griechenland im antiken Epirus; wahrscheinlich irgendwo in der antiken Region Parauaia, heute im Përmet-Becken[4]
- Aulon, im 7. Jahrhundert v. Chr. entstandene Siedlung; heute Vlora
- Baiake, vorhellenistische Siedlung[5]
- Chaonia, heute Kanina[6]
- Cestrine auch Cammania; im Süden von Chaonia gelegen[7]
- Chimaera, vorhellenistische Siedlung[1][8]
- Chrysondyon, Polis des zu den Chaonern zählenden Volksstammes der Dassareten, im Norden des Tomorrberges gelegen[9]
- Creonion, Polis des zu den Chaonern zählenden Volksstammes der Dassareten[10]
- Gertus, Polis des zu den Chaonern zählenden Volksstammes der Dassareten[9]
- Hekatompedon, vorhellenistische Siedlung[1]
- Olympa, auch Olympastas, Polis[11]
- Onchesmos, vorhellenistische Siedlung nördlich von Saranda, wahrscheinlich Phoinike
- Orikos, auch Orikios; griechische Polis am südlichen Ende der Bucht von Vlora.[11]
- Panormos, Panormus oder Panormo; Hafen in der Nähe von Onchesmos[12]
- Pelion war eine befestigte Siedlung des zu den Chaonern zählenden Volksstammes der Dassareten[13]
- Phanote oder Phanoteia, Polis[14]
- Phoinike, Phoenice oder Sopoto,[12] politisches Zentrum der Chaoner, heutige Finiq[14]
- Photike, vorhellenistische Siedlung, heutige Paramythia[1]
- Posidium[12]
- Thronion oder Thronium[2]

## Molossia
- Dodona,[12] antikes griechisches Heiligtum und Orakel
- Eurymenai oder Eurymenaios, Polis des zu den Molossern zählenden Volksstammes der Arktanoi[15]
- Orraon, befestigte Polis[16]
- Pandosia[17]
- Passaron, Zentralort der Molosser[14]

## Thesprotia
- Batiai, Polis[4]
- Bouneima, vorhellenistische Siedlung[18]
- Bouthroton, Buthrotum oder Butrinto,[12] Polis der Prassäber ein Volksstamm der Thesproten, sechs km von Saranda entfernt[19][20][21]
- Charadros, vorhellenistische befestigte Siedlung[5]
- Chyton, nach Ephoros von Kyme eine von Ioniern aus Klazomenai gegründete Kolonie[22]
- Elateia (Epirus), auch Elatreia oder Elatria, Polis[23]
- Elina (Epirus), vorhellenistische Siedlung[1]
- Cichyrus (auch: Cichorus, Kichyros), Hauptstadt von Thesprotia; wurde vom Pelasger-Anführer Thesprotos errichtet.
- Gitanae oder Gitana, Polis; Titus Livius nennt Gitana einen Treffpunkt der Epirotischen Liga (Concilio Epirotarum)[15]
- Helikranon, vorhellenistische Siedlung[1]
- Ilium oder Ilion, vorhellenistische Siedlung[1]
- Tekmona, Polis; das heutige Kastritsa in der Nähe des Südufers des Pamvotida-Sees[19]
- Thesprotia, vorhellenistische Siedlung, wahrscheinlich Zentralort der Thesproter[1]
- Trampya, vorhellenistische Siedlung[1]
- Zmaratha oder Zmarata, nicht lokalisiert; beherbergte Theoroi von Epidauros[24]